# Захсенхајм
Захсенхајм (њем. Sachsenheim) град је у њемачкој савезној држави Баден-Виртемберг. Једно је од 39 општинских средишта округа Лудвигсбург. Према процјени из 2010. у граду је живјело 17.427 становника. Посједује регионалну шифру (AGS) 8118076.

## Географски и демографски подаци
Захсенхајм се налази у савезној држави Баден-Виртемберг у округу Лудвигсбург. Град се налази на надморској висини од 246 метара. Површина општине износи 57,9 km². У самом граду је, према процјени из 2010. године, живјело 17.427 становника. Просјечна густина становништва износи 301 становника/km².